# Dorstenia gigas
Dorstenia gigas är en mullbärsväxtart som beskrevs av Georg August Schweinfurth och Isaac Bayley Balfour. Dorstenia gigas ingår i släktet Dorstenia och familjen mullbärsväxter. Inga underarter finns listade i Catalogue of Life.

## Bildgalleri

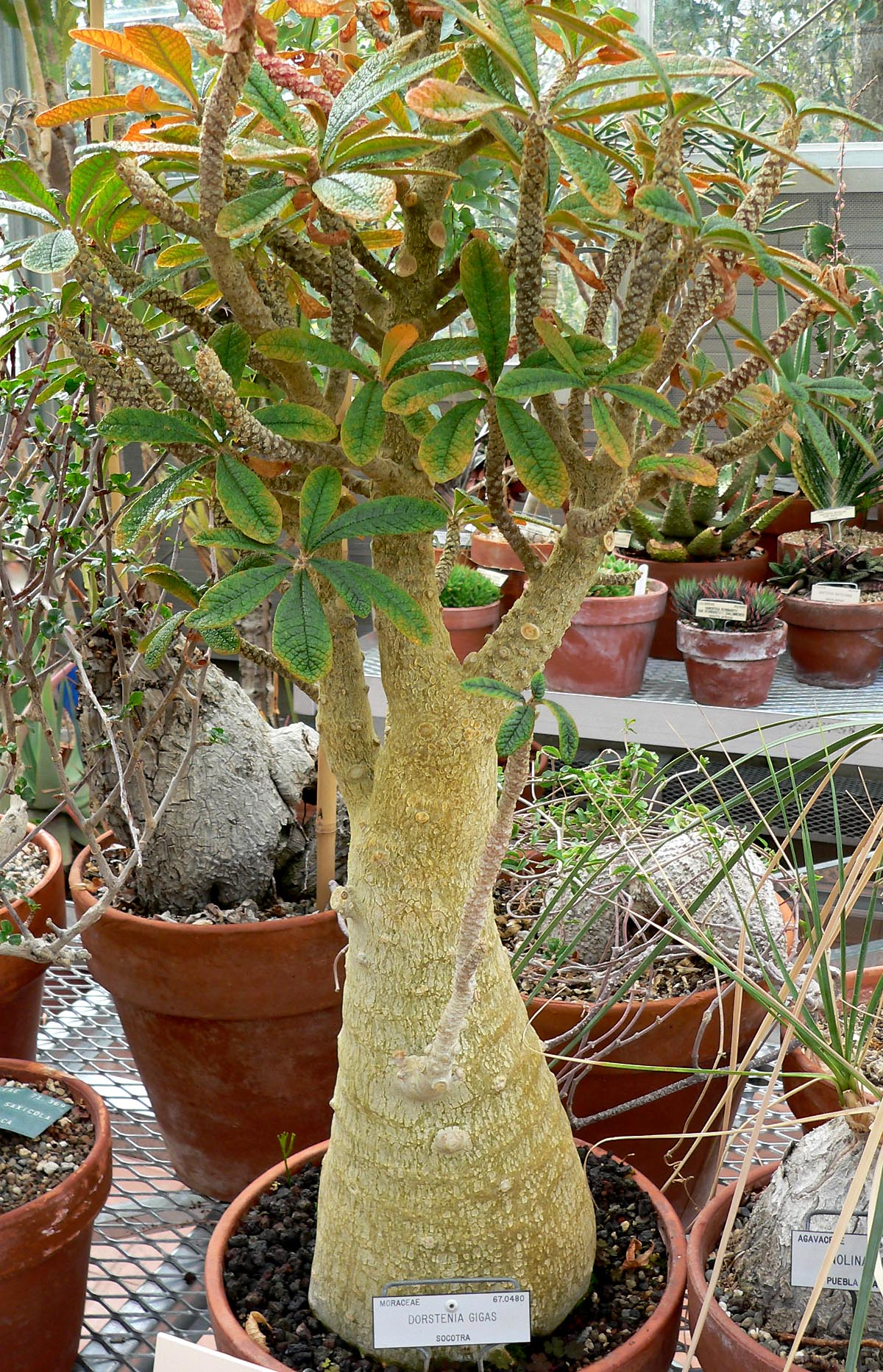
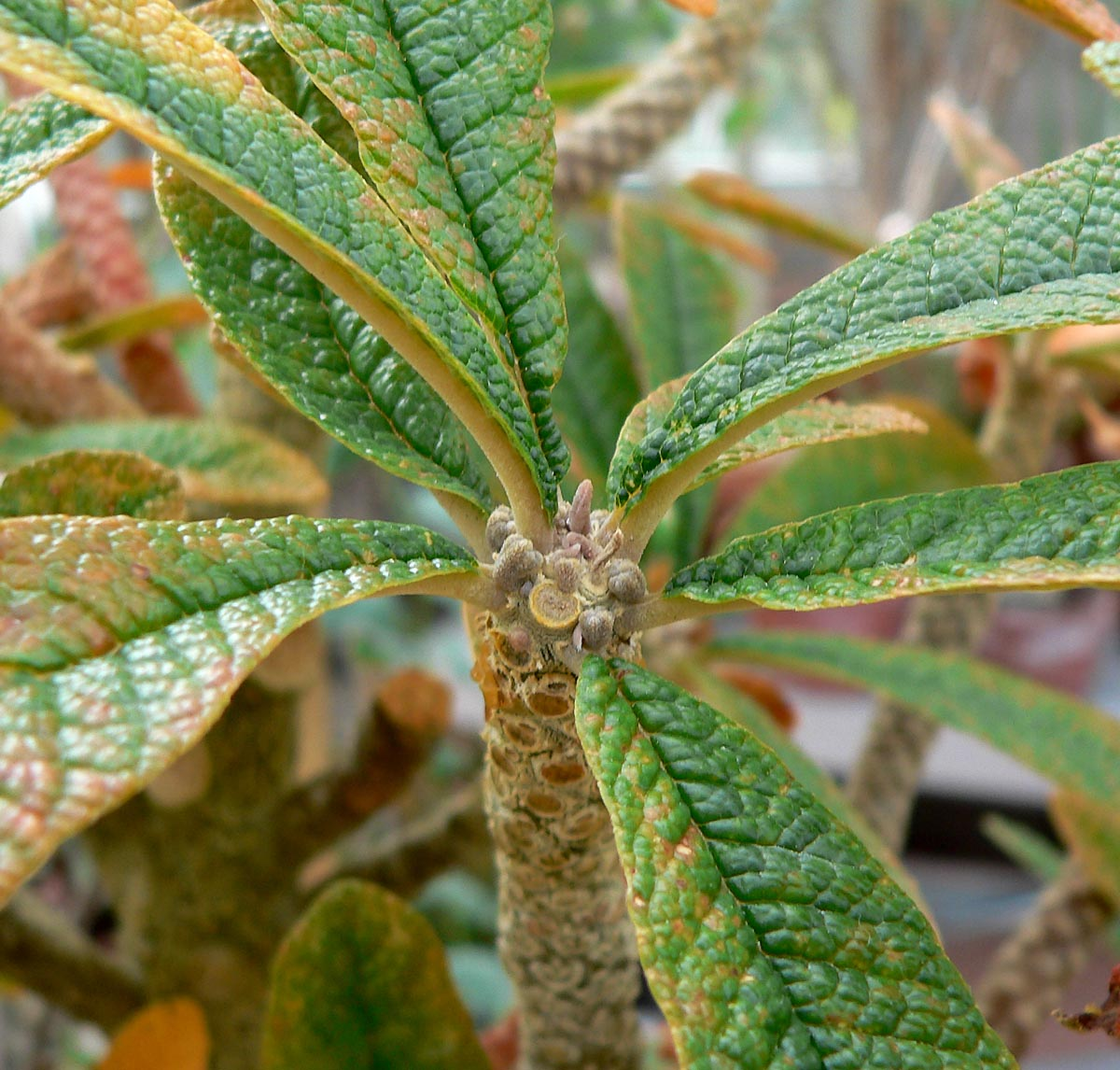
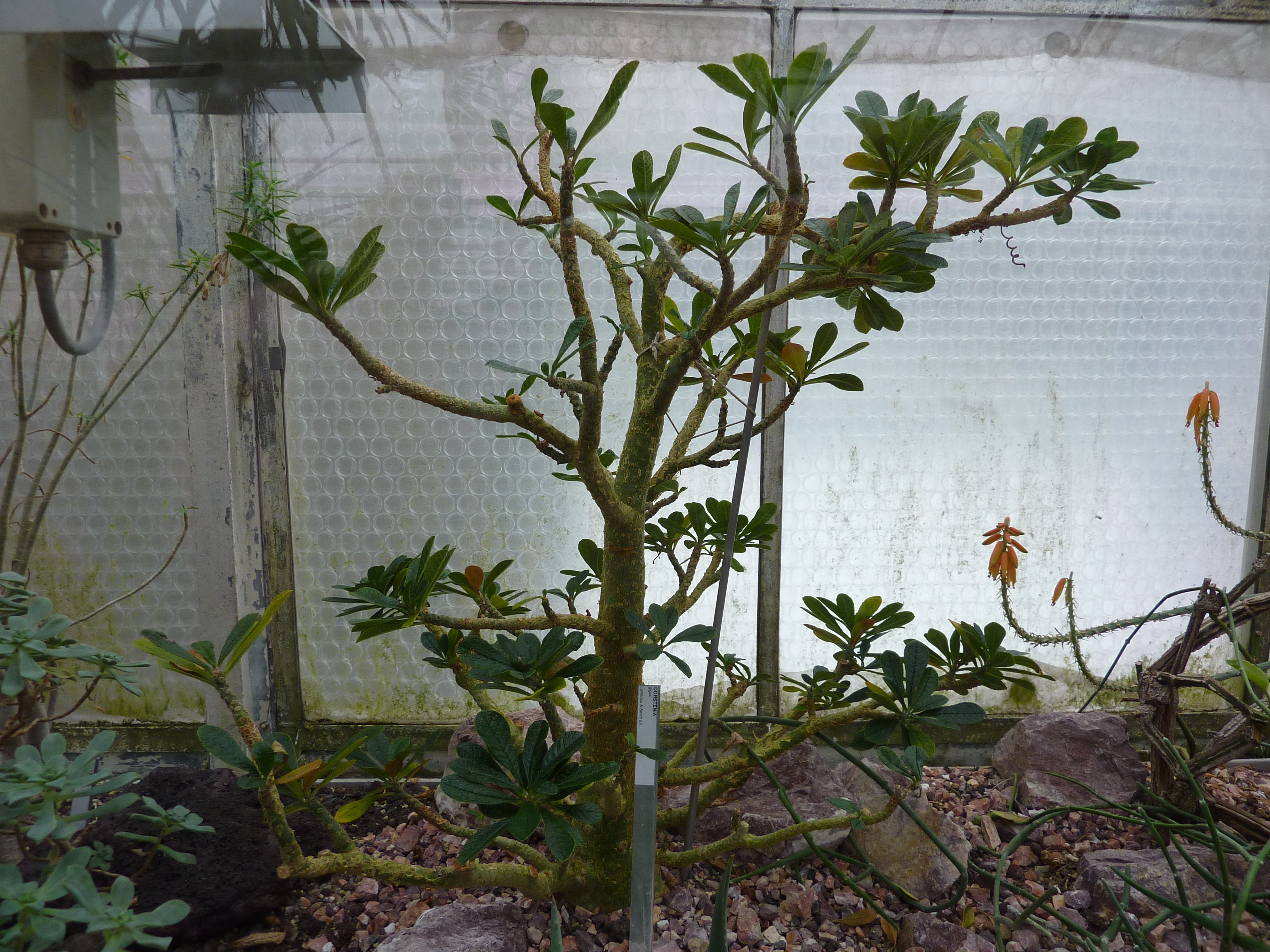
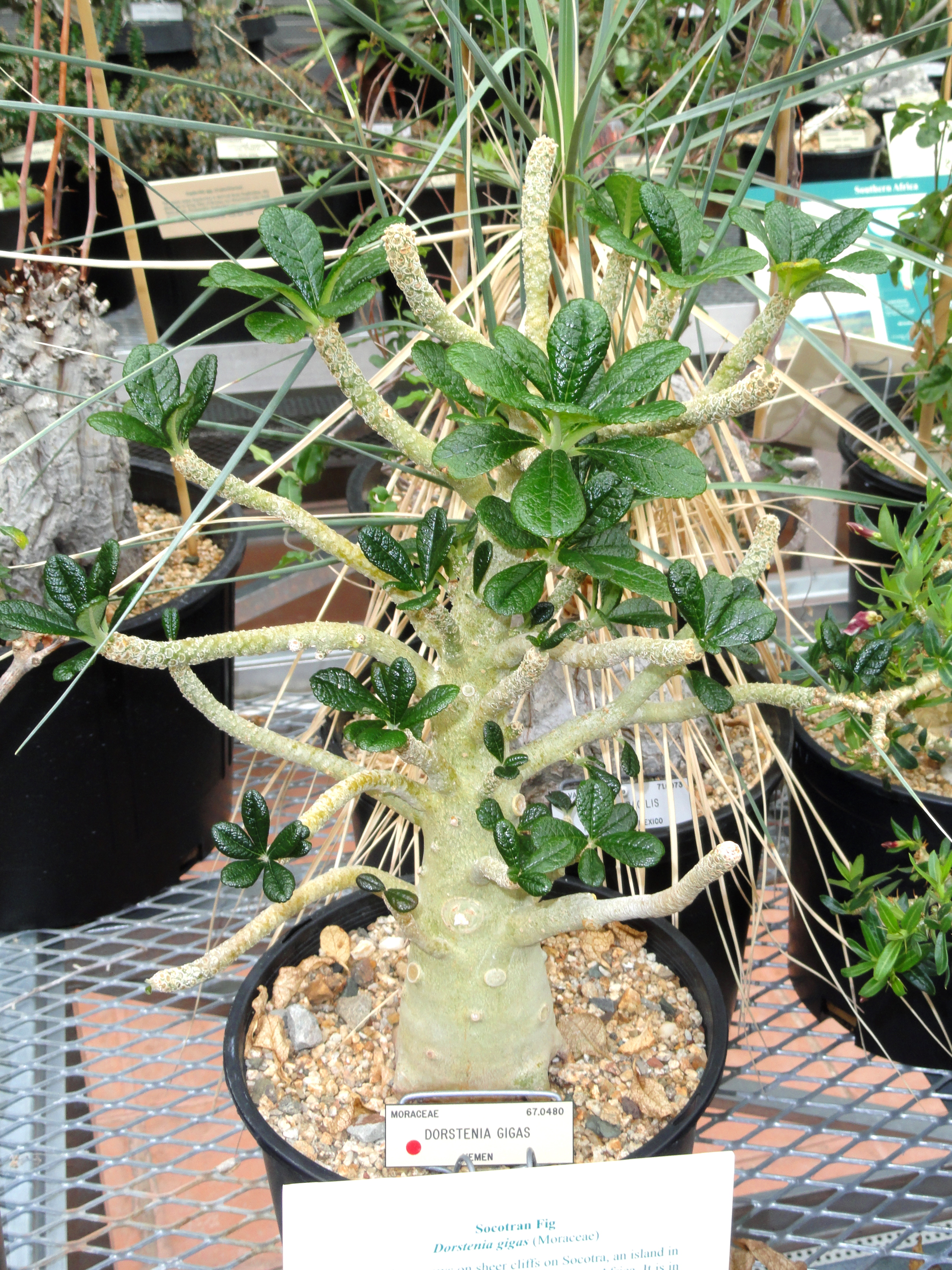